# Trengereid (przystanek kolejowy)
Trengereid – kolejowy przystanek osobowy w Trengereid, w regionie Hordaland w Norwegii, jest oddalona od Oslo Sentralstasjon o 452,41 km. Leży na wysokości 15,7 m n.p.m.

## Ruch pasażerski
Należy do linii Bergensbanen, Jest elementem kolei aglomeracyjnej w Bergen i obsługuje lokalny ruch do Bergen, Voss i Myrdal. W ciągu dnia odchodzi z niej ok. 20 pociągów.

## Obsługa pasażerów
Poczekalnie, wiata, parking na 5 samochodów, parking dla rowerów. Odprawa podróżnych odbywa się w pociągu.